# Saitō Eishirō
Saitō Eishirō (japanisch 斎藤 英四郎; geboren 22. November 1911 in Yasuda, Nord-Kanbara (heute: Agano), Niigata; gestorben 24. April 2002) war ein japanischer Unternehmer und Organisator in der Stahlbranche und im öffentlichen Bereich.

## Leben und Wirken
Saitō Eishirō schloss 1935 seine Ausbildung an der Kaiserlichen Universität Tokio im Fach Wirtschaftswissenschaften ab und trat anschließend in das Unternehmen Mitsubishi kōgyō (三菱鉱業, engl. Mitsubishi Mining) ein. 1941 wurde er gebeten, sich der Nihon seitetsu (日本製鉄, engl. Japan Iron & Steel) anzuschließen, wo er hauptsächlich in den Abteilungen Rohstoffe und Vertrieb tätig war.
Als nach dem Zweiten Weltkrieg, als 1945 „Nippon Steel“ aufgelöst worden war, stieg er bei Yawata seitetsu (八幡製鉄; engl. Yawata Steel) ein und übernahm die Leitung des Vertriebs. 1961 wurde er Direktor, 1962 Geschäftsführer, 1968 leitender Geschäftsführer. Er ging dann zurück zum Nachfolger von Nippon seitetsu, zu Shin-Nippon Seitetsu (engl. Nippon Steel), und wurde dort 1970 leitender Geschäftsführer, 1973 Vizepräsident und 1977 Präsident. Er widmete sich der Schaffung einer Unternehmensstruktur, die bei einer Kapazitätsauslastung von 70 % die Gewinne steigerte. Ein Jahr nach seinem Amtsantritt unterzeichnete er ein Protokoll für den Bau des Stahlwerks Baoshan (宝山製鉄所, heute Teil von 宝山钢铁 Bǎoshān Gāngtiě, engl. Baoshan Iron & Steel) in Shanghai, China, und leitete die Baukooperation.
1981 schied Saitō als Vorsitzender aus, wirkte als Beirat und wurde 1987 Ehrenvorsitzender. 1991 zog er sich als aus der aktiven Firmenarbeit zurück, wurde 1999 als „Freund des Unternehmens“ (社友, Shayū) geehrt. Während dieser Zeit, im Jahr 1979, war er Vorsitzender der Nihon tekkō remmei (日本鉄鋼連盟, engl. Japan Iron and Steel Federation). 1980 wirkte er als stellvertretender Vorsitzender von Keidanren, und 1986 wurde er der sechste Vorsitzende. Es wirkte bis 1990 drei Amtszeiten beim Keidanren und widmete sich dem Dialog auf privater Ebene und der Förderung des externen Wirtschaftsaustauschs, um die mit den westlichen Ländern entstandenen wirtschaftlichen Spannungen zu lösen. Er war außerdem Ehrenvorsitzender des „Stahl-Clubs“ (鋼材倶楽部, Kōzai kurabu), Wirtschaftsprüfer des Rundfunksenders „FM Japan“, Ehrenvorsitzender von „Japan Satellite Broadcasting“ (WOWOW) und Vorsitzender des Organisationskomitees der Olympischen Winterspiele 1998 in Nagano.

### Auszeichnungen
Bedeutende Auszeichnungen Saitōs sind
- 1967 Ehrenmedaille mit Blauem Band,
- 1978 Orden von Rio Branco (Brasilien),
- 1982 Ehrendoktorwürde der Technischen Universität Dresden (DDR),
- 1982 Orden des Heiligen Schatzes erster Klasse (瑞宝大綬章, Zuibō daishushŏ),
- 1983 General Bernard Oyguin's Medal (Chile),
- 1986 Business World Award (財界賞, Zaikai-shō),
- 1986 Großer Stern der Völkerfreundschaft (DDR),
- 1988 Companion in the Order of Australia Medal,
- 199 Grande Official Medal of the Brazilian National Orden des Kreuzes des Südens,
- 1990 Großes Verdienstkreuz des Verdienstordens der Bundesrepublik Deutschland,
- 1990 Orden erster Klasse der Aufgehenden Sonne (勲一等旭日大綬章, Kun’itto gykojitsu daiju-shō),
- 1991 38. Verkehrskulturpreis (交通文化賞, Kōtsū bunka-shō).
- 1998 Olympischer Orden für die Organisation der Winterspiele in Nagano